# Volovycja (okres Berehovo)
Volovycja, dříve česky Volovice, ukrajinsky Воловиця, maďarsky Beregpálfalva, je ves ležící v Zakarpatské oblasti Ukrajiny,  v okrese Berehovo. Je částí obce Kamjanske v kamjanském jednotném územním společenství (hromadě). V roce 2025 zde žilo 249 obyvatel.

## Historie
První písemné zmínky pocházejí z let 1412 a 1600, kdy ves byla uváděna pod názvem Pálfalva – Pavlovo. Do uzavření Trianonské smlouvy byla obec součástí Uherska. Poté byla součástí Československa. V roce 1921 zde žilo 220 obyvatel, z toho 179 Rusínů a 41 Židů. V roce 1939 byla obec okupována Maďarskem. Od roku 1945 byla součástí Ukrajinské sovětské socialistické republiky, která byla součástí SSSR. Od roku 1991 je součástí nezávislé Ukrajiny.